# Lopper (Berg)
Der Lopper, ein Berg im schweizerischen Kanton Nidwalden, ist ein südöstlicher Ausläufer des Pilatus (Emmentaler Alpen). Bis in die 1950er Jahre wurde auch die Bezeichnung Lopperberg verwendet.

## Situation
Der Lopper bildet eine schmale Halbinsel zum Vierwaldstätter- und zum Alpnachersee. Sein Kamm erreicht im Haslihorn eine Höhe von 960 m. Seine Flanken sind instabil und fallen auf beiden Seiten steil bis zu 500 Meter zu den Seen ab. Zahlreiche Steinschlagnetze und -verbauungen schützen die eng an seinem Nordfuss entlanglaufende Nordsüdachse zwischen Hergiswil und Stansstad.
Am Acheregg endet der Lopper – hier überwinden Brücken nach Stansstad das Wasser, das den Vierwaldstättersee mit seinem Seitenarm Alpnachersee verbindet.

## Verkehrswege am Lopper

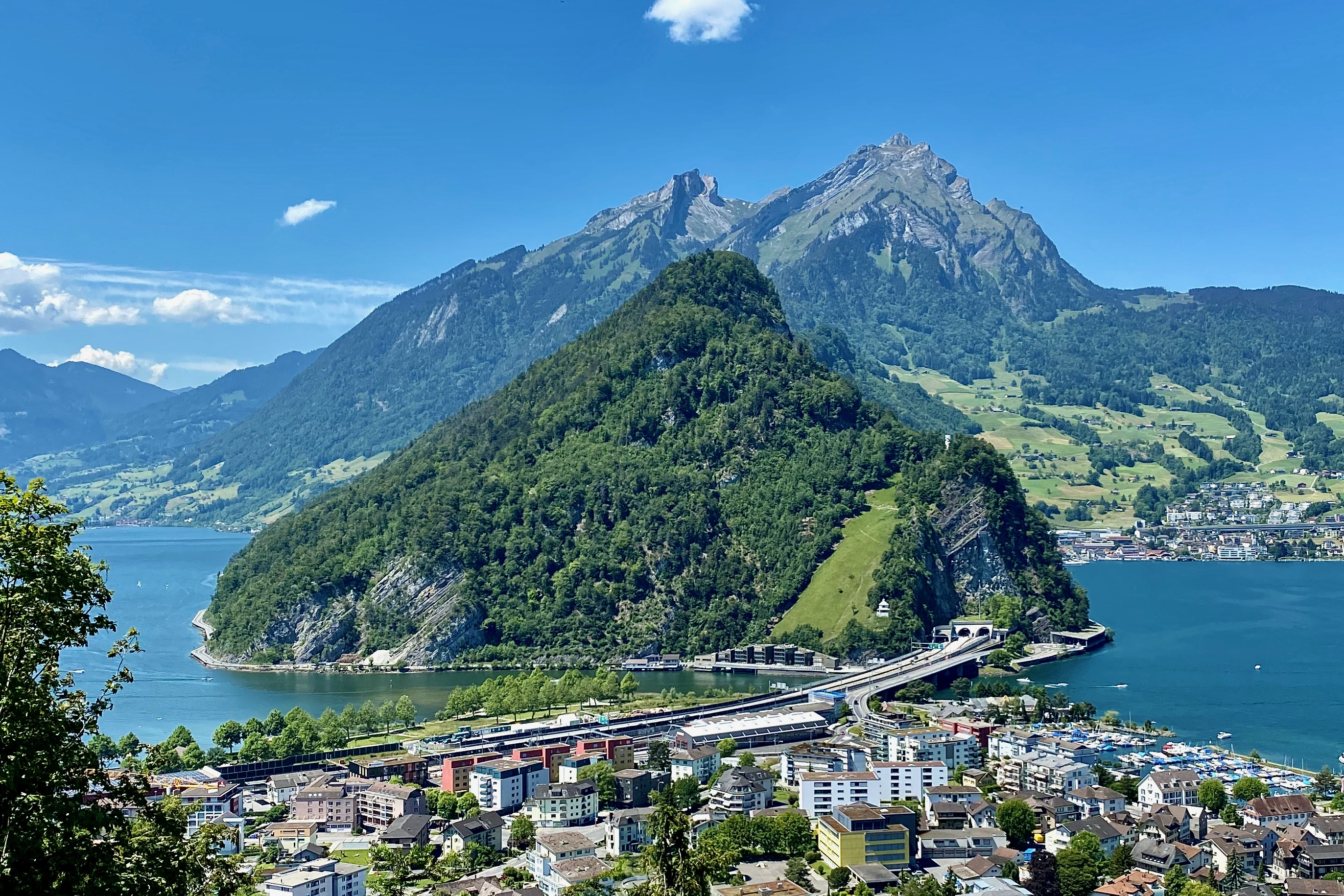
Blick von oberhalb von Stansstad auf den Lopper, dahinter der Pilatus.

Der Bau der ersten Strasse um den Lopper wurde vom 1848 gegründeten Bundesstaat Schweiz gefördert. Im Sommer 1861 konnten erstmals Postkutschen von Luzern über die neue Strasse nach Obwalden und über den Brünigpass nach Brienz fahren. Bis dahin konnte Obwalden auf dem Landweg von Luzern aus nur über den Fusspfad des Renggpasses (886 m ü. M.) erreicht werden.

Lopper (Mitte unten), Luftbild 1919

Die Hauptstrasse 4 führt am Ufer rund um den Lopper von Alpnachstad nach Hergiswil NW. Die Autobahn A2 wurde anfänglich am Nordufer entlang gebaut. Infolge der instabilen Hänge wurde Mitte der 1980er Jahre beschlossen, die Autobahn in das Berginnere zu verlegen, um einem Unterbruch dieses verkehrstechnischen „Flaschenhalses“ zuvorzukommen. 2006 wurde der Kirchenwaldtunnel eröffnet. Der 1984 eröffnete Loppertunnel, der bei der Verzweigung Lopper abgeht, ist der Beginn der Autobahn A8 in Richtung Sarnen, Brünigpass und Interlaken. Seit Dezember 2008 gibt es noch einen neuen Verbindungstunnel von Kirchenwaldtunnel zum Loppertunnel, so dass auch von Stans her kommender Verkehr auf die A8 abzweigen kann, was Umwege erübrigt. Die neue Abzweigung mündet neben dem bestehenden Südportal des Loppertunnels vor Alpnachstad in die A8.
Die Luzern-Stans-Engelberg-Bahn wird am Nordhang des Loppers durch einen 1743 Meter langen Tunnel geführt. Die Brünigbahn quert den Berg in einem 1186 Meter langen Tunnel.

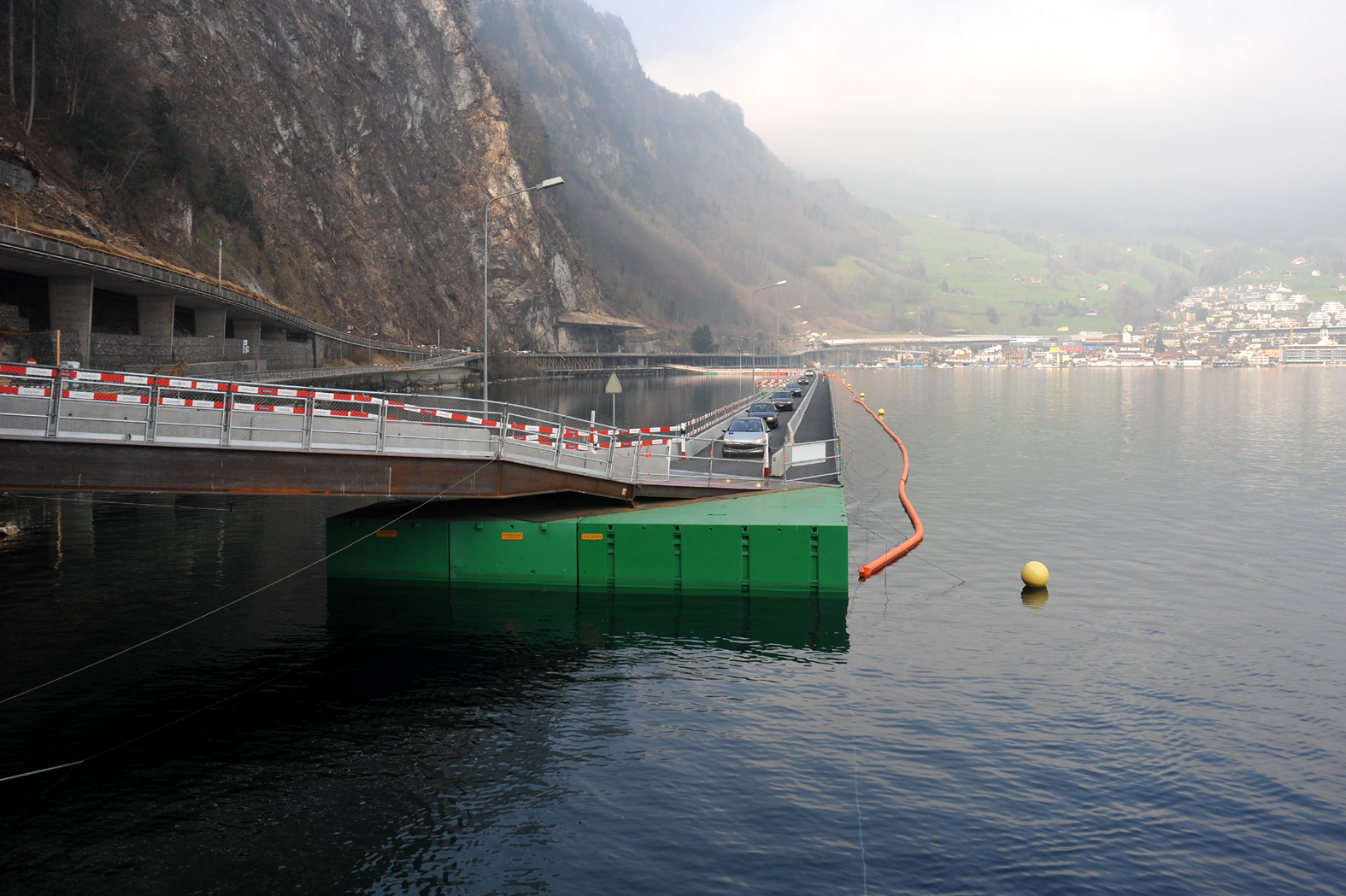
Ponton-Behelfsbrücke für die Kantonsstrasse am Nordufer (2010)

Die Kantonsstrasse zwischen Hergiswil und Stansstad führt jedoch weiterhin entlang des gefährdeten Nordhangs, geschützt durch eine Galerie. Am 12. Oktober 2009 unterbrach ein Felssturz die Strasse. Sie musste während der Sanierungsarbeiten am Hang gesperrt bleiben. Die Verbindung zwischen Hergiswil und Stansstad wurde zwischen März 2010 und Mai 2011 über eine Pontonbrücke einspurig aufrechterhalten. Diese 500 Meter lange Brücke war in ihrer Art einzigartig in Europa.

## Lopperkapelle
Am Osthang des Loppers steht etwas oberhalb der Acheregg die Lopperkapelle. Die Kapelle wurde von 1964 bis 1965 von der Familie des Hergiswiler Industriellen Alfred F. Schindler (siehe Schindler Holding) gebaut und dem Kanton Nidwalden gestiftet. «Dies als Zeichen des Dankes für das grosse Bauwerk mit Loppertunnel und Achereggbrücke – und dass während der Bauarbeiten niemand ernsthaft zu Schaden kam.» Sie wurde zuletzt im Sommer 2022 renoviert und ist üblicherweise von November bis April geschlossen.

## Sonstiges
Am 23. Oktober 2013 stürzte eine F/A-18 der Schweizer Luftwaffe an der Südwand des Loppers ab. Dabei kamen beide Insassen ums Leben. Laut Schlussbericht des militärischen Untersuchungsrichters ist der Absturz auf eine Fehlbeurteilung des Piloten zurückzuführen. Zudem wird ein nicht mit letzter Konsequenz durchgeführtes Umkehrmanöver für den Unfall verantwortlich gemacht.

## Filme
- 1991: Lopper von Urs Odermatt. Dokumentarfilm. Aus historischem Filmmaterial von Arnold Odermatt zum frühen Schweizer Autobahnbau bei Acheregg und Loppertunnel.[8]